# Dwayn Holter
Dwayn Holter, né le 15 juin 1995 à Luxembourg, est un footballeur international luxembourgeois, qui évolue au poste de milieu de terrain à l'US Mondorf.

## Biographie

### Carrière internationale
Avec l'équipe des moins de 19 ans, il participe aux éliminatoires du championnat d'Europe des moins de 19 ans 2013, puis aux éliminatoires du championnat d'Europe des moins de 19 ans 2014.
Ensuite, avec les espoirs, il dispute les éliminatoires de l'Euro espoirs 2013, puis les éliminatoires de l'Euro espoirs 2015.
Dwayn Holter compte 11 sélections avec l'équipe du Luxembourg depuis 2014. 
Il est convoqué pour la première fois en équipe du Luxembourg par le sélectionneur national Luc Holtz, pour un match amical contre la Belgique le 26 mai 2014. Toutefois, ce match amical "officiel" se voit invalidé par la FIFA, et déclassé en match d'entraînement, à la suite des sept changements effectués par l'équipe belge (six changements maximum étant autorisés lors des matchs amicaux). Lors de ce match, Dwayn Holter entre à la 83e minute de la rencontre, à la place de Chris Philipps. Le match se solde par une défaite 5-1 des Luxembourgeois.